# Ferme à clics
Une ferme à clics ou une usine à followers  est une personne ou une organisation faisant commerce des « likes », des « vues » ou et des « followers » généralement sur des marchés en ligne non réglementés. Ces fermes ont industrialisé une forme de fraude au clic et constituent, principalement dans des pays asiatiques tels que l'Indonésie, les Philippines, le Bangladesh et l'Inde, mais également la Chine, une source de revenu non négligeable, au service d’acheteurs de clics concentrés en Amérique du Nord et en Europe,.
On estime le coût pour les annonceurs seuls de la fraude publicitaire générée par ces pratiques à 7 milliards de dollars en 2015.

## Définition
Drott, E. (2020) définit les fermes à clic comme étant « des entreprises qui concentrent des travailleurs précaires et faiblement rémunérés, engagés pour effectuer des tâches répétitives qui permettent de faire circuler les flux du capitalisme numérique : créer des comptes de médias sociaux, gérer le contenu de plateformes, cliquer sur des publicités en ligne, aimer ou évaluer des articles et, bien sûr, générer des lectures sur les services de streaming ».

## Principe de fonctionnement
Les travailleurs cliquent sur un lien, surfent sur le site cible durant une certaine période et si possible souscrivent à l'infolettre du site avant de cliquer sur un autre lien. Pour plusieurs de ces travailleurs, cliquer sur des annonces chaque jour augmente leurs revenus et offre une alternative à d’autres types de travaux. Ce trafic simulé est difficile à détecter par un filtre automatique étant donné que le comportement du visiteur est exactement le même que celui d’un visiteur légitime.
Début 2019, le quotidien français Le Monde reprend les propos tenus en 2017 par le président de la Fédération mondiale des annonceurs : « 10 à 30 % des investissements publicitaires seraient touchés par différentes formes de fraude ». La fraude à partir de fermes à clics concerne aussi la validation de « likes » dans les sites de contenus et les visites de sites.
Les fermes à clics du monde entier sont également utilisées pour amplifier les messages politiques et diffuser de la désinformation lors des élections. Par exemple, le Premier ministre du Cambodge, Hun Sen, se serait appuyé sur des fermes à clics basées en Inde et aux Philippines, pays connus pour en abriter, pour gonfler artificiellement sa popularité sur les réseaux sociaux ; ses équipes ont apporté un démenti. Par la suite, il a également été attesté que la campagne de D. Trump pour la présidentielle américaine a bénéficié de telles pratiques.
En plus de gonfler artificiellement la visibilité supposée sur les réseaux sociaux, les fermes de clics sont utilisées pour des pratiques de fraude aux clics et de fraude publicitaire. Cela inclut le gonflement des clics et du trafic sur les sites Web afin que les éditeurs puissent percevoir un paiement indu. Le même processus de génération de trafic fictif réalisé par ces fermes peut aussi être utilisé pour nuire aux campagnes publicitaires de concurrents commerciaux, ce que l'on appelle la fraude aux clics des concurrents. Une autre fonctionnalité facilite également la tâche aux vendeurs voulant nuire à la réputation de leurs concurrents en votant pour les avis négatifs et embarrassants comme étant « utile »,ce qui fait apparaître ces avis parmi les premiers. Grâce aux fermes à clic, la vente d’articles contrefaits et de mauvaise qualité est facilitée, car elles génèrent, pour ce genre de produits, de nombreux faux avis positifs qui auront pour effet de camoufler les vrais avis souvent négatifs. Cela cause du tort aux vendeurs honnêtes proposant un vrai produit innovant et de qualité.
Les fermes à clics ont également été utilisées pour augmenter artificiellement les vues sur d’autres plateformes, comme Spotify, Twitch et YouTube, ou pour inonder de fausses critiques des entreprises, des produits ou des services concurrents du commanditaire. Les fermes à clics s’affichent ouvertement sur Internet pour trouver des clients, se faisant généralement passer pour de véritables intermédiaires pour augmenter le trafic de sites.
Les influenceurs sont également des clients friands de ces fermes à clics, dans la mesure où leurs revenus sont liés à leur visibilité, réelle ou supposée. Pour 2022, on estime les pertes pour les entreprises qui rémunèrent des influenceurs frauduleux à  200 million $.

## Réponse à un besoin
Le besoin à la base de l’éclosion de ce commerce est apparu parce que, selon The Guardian, « 31 % [des acheteurs potentiels] vérifieront les notes et les avis, y compris les likes et les abonnés Twitter, avant de choisir d'acheter quelque chose. » Cela explique l'importance croissante que les entreprises, les célébrités et autres organisations accordent au nombre de likes et de followers dont elles peuvent se targuer. Cela crée une valeur monétaire pour les likes et les followers, ce qui signifie que les entreprises et les célébrités se sentent prêtes à consacrer une partie de leurs ressources pour augmenter leurs nombres de « likes » et ainsi obtenir un profil en ligne positif ou augmenter leur rémunération si celle-ci est liée au nombre de clics.

## Filtrage
Des entreprises qui rémunèrent les fournisseurs de contenu au nombre de clics, notamment youtube, Google, Yahoo! et MSN ont dès lors fait des efforts pour combattre cette forme de fraude au clic. Les filtres automatiques qu'ils ont développés neutralisent la plupart des essais de fraude au clic. Dans le but de contourner ces systèmes de filtres, les fraudeurs ont commencé à utiliser ces fermes à clics pour simuler de réels visiteurs.